# 長田江身子

長田 江身子（おさだ えみこ、1967年6月1日 - ）は、日本の元女優、元タレント。山梨県都留市出身。身長165cm。クイズ番組『世界・ふしぎ発見!』のミステリーハンターとして知られる。かつてビッグアップル（のちヒラタオフィスに吸収合併）に所属していた。

## 来歴
山梨の県立高校卒業後、成田国際空港で航空会社のグランドホステスを務めた後、友人の勧めで受けたファッション雑誌のオーディションに合格、これがきっかけで芸能界デビュー。1990年度のエッソ石油のキャンペーンガールを務めたほか、グラビアモデル、タレント、女優として幅広く活躍した。『世界・ふしぎ発見!』のミステリーハンターとしては、出演回数52回で歴代第8位に入る。女優としての主演作品に、NHK土曜ドラマ『街角』（1993年）、映画『六本木フェイク』（1997年）がある。1999年ごろ、芸能界を引退した。

## 出演

### バラエティー番組
- 熱帯夜アカデミー（1988年-1989年、テレビ朝日） - 熱帯夜ギャルメンバー
- 姫TV（1989年-1993年、テレビ朝日） - 1992年のリニューアル後より司会
- KURA・KURA（1990年10月-1991年9月、テレビ朝日） - アシスタント
- Catch Up（キャッチアップ）（1991-1993年、TBS）
- 世界・ふしぎ発見!（TBS系） - 1991〜2000年、ミステリーハンター

### テレビドラマ
- さすらい刑事旅情編 第16話「妹・東京駅恋物語」（1989年2月、テレビ朝日系）
- 奇妙な出来事 第2話「出会い」（1989年10月-1990年3月、フジテレビ系）
- 東京ストーリーズ 第31回「ショートピース」（1989年10月-1990年9月、フジテレビ）
- 市原悦子の七つの顔の女（1990年5月、テレビ朝日系・火曜ミステリー劇場）
- 映画みたいな恋したい 「泥棒成金」（1990年12月-1993年9月、テレビ東京系）
- ママってきれい!?（1991年1月-3月、TBS系）
- 世にも奇妙な物語 第2シリーズ 「コインランドリー」（1991年1月-12月、フジテレビ系）
- 鎌倉恋愛委員会 「いちばん会いたかった人」（1991年10月-12月、TBS系）
- たんぽぽ・くらぶ（1992年6月、テレビ朝日系・ネオドラマ）
- 街角（1993年10月-11月、NHK・土曜ドラマ） - 主演・森真喜 - 役[2]
- ハートにS 第8回「オトメの放課後」（1995年4月-9月、フジテレビ）
- 東京SEX（1995-1996年、フジテレビ）
- 愛がほしい（1996年9月-11月、CBC=TBS系・ドラマ30）
- はみだし刑事情熱系・第1シリーズ（1996年10月-1997年3月、テレビ朝日系）
- 警部補 佃次郎3 艶やかな声（1997年5月、日本テレビ系・火曜サスペンス劇場）
- ビーロボカブタック 第26話「幽霊はスイカ好き」（1997年8月、テレビ朝日系） - 幽霊
- 作家 小日向鋭介の推理日記3（1999年2月、テレビ朝日系・土曜ワイド劇場）
- こいまち 第8回・松江編（1999年1月-3月、関西テレビ）
- 小京都ミステリー26 豊後一子相伝殺人事件（1999年8月、日本テレビ系・火曜サスペンス劇場）

### 映画
- Love Letter（1995年、岩井俊二監督） - 春美 役
- 六本木フェイク（1997年、出馬康成監督） - 主演・宮園綾香 役
- 催眠（1999年、落合正幸監督） - 新婦 役

### オリジナルビデオ
- パチンコグラフティ（1991年）
- 詐欺師烈伝 これがパクリだ！（1994年）

### 写真集
- Zephyr（1990年5月、鯨井康雄撮影、近代映画社） ISBN 4764816490